# 意外殺手
《意外殺手》（英語：Accident Man）是一部2018年英國動作驚悚片，由傑西·V·強森執導，改編自帕特·米斯和東尼·史基納所創作的1991年同名連環漫畫。主演包括史考特·艾金斯、雷·史蒂文森、邁克·賈·懷特和艾希莉·葛林。劇情講述冷酷殺手麥可·法倫（Mike Fallon，艾金斯飾演）擁有著自己高明的技巧和身手，並將替客戶殺人後的情景處理成意外事故，以騙過警察，使自己成為了殺手界的傳奇人物。當自己的前女友死於倫敦的黑社會時，法倫不得不展開追查，直到他發現自己所屬的「殺手俱樂部」成員竟參與其中，法倫自身也陷入了危機之中。
該片2018年2月6日在美國發行（戲院和影碟），2018年4月16日在英國上映。2022年推出續集《意外殺手變保鑣》。

## 劇情
麥可·法倫是擅長將暗殺偽裝成意外事故的英國殺手，也是倫敦一家名為綠洲（Oasis）的殺手酒吧常客；綠洲的酒保是退休殺手雷哥，其他常客包括用斧頭殺人的暴躁狂屠殺克里夫、毒藥皮特、退伍軍人馬克與米克、暗殺武器發明及銷售家菲尼基·弗萊德，以及武士刀大師開膛手珍。而殺手們的任務負責由米爾頓分配。
在殺死一名名叫阿奇·路德的會計師後，麥可接到了米爾頓的電話，要求到一條小巷領取他的殺人報酬；但麥可在此遭到了一名業餘刺客的襲擊，而輕鬆殺死了對方。麥可指責米爾頓陷害他，但米爾頓矢口否認。麥可得知他的前女友貝絲在一次拙劣的入室盜竊中被謀殺，並且她懷上了自己的孩子。在取得警方的報告後推斷，這是擅長將暗殺偽裝成隨機的街頭犯罪的馬克與米克所為。馬克與米克承認殺死了貝絲，但否認知道客戶的身份。被激怒的麥可在一場對決中痛打了他們，雷哥提醒麥可永遠不要情緒化地執行工作。麥可找上貝絲的女友查莉·亞當斯求證，懷疑貝絲因環保社會活動而惹來殺機。克里夫闖入公寓企圖殺死查莉，但被麥可意外殺死。麥可找上米爾頓並施以拷問，要求對方說出下令襲擊貝絲的人：會計師雷納德·肯特。雷哥無奈下令殺手們獵殺取走克里夫性命的麥可。
多年前，15 歲的麥可是一名報童，每天都在路上被欺負。在躲避他的惡霸時，他注意到一名男子神秘地從一所房子裡走開，然後炸毀了房子。在記錄並監視對方數週後，麥可與這名男子「雷哥」對質，還勒索對方教自己成為殺手。雷哥收他為徒，讓麥可先殺了惡霸的老大。雷哥事後拍下麥可謀殺的照片，警告說永遠不要背叛他。雷哥開始教導麥可職業殺手的技能，同時成為如同麥可父親般的存在。
查莉透露，貝絲收集了阿奇·拉德提供的有關腐敗的印度公司：潘科特石油公司（Pankot Petroleum）訊息。麥可與肯特對質，肯特交出了另一名男子命令他殺死貝絲的錄音。馬克與米克突然闖入，殺死了肯特。在隨後的對決中，馬克被米克不小心殺死，麥可用滅火器猛擊米克。皮特在大樓外伏擊麥可，但被輕鬆殺掉。弗萊德也打算殺死麥可，但麥可僅打昏了他，然後去了肯特的雇主、石油大亨阿塔爾·齊姆的家。麥可讓珍死於她的武士刀下，並拒絕了齊姆的賄賂企圖、將他斬首。
回到綠洲，麥可公開錄音檔，表明米爾頓命令在小巷中暗殺麥可，並指派米克、馬克和克里夫消滅所有可能的危害，以絕後患。被激怒的雷哥重創了米爾頓，麥可給了米爾頓一張弗萊德的中毒創可貼，導致無知的米爾頓緩慢死去。雷哥允許麥可離開，但警告他永遠不要回到綠洲。麥可離開後發誓要以私刑者的身份保護這座城市。

## 演員
- 史考特·艾金斯飾演麥可·法倫（Mike Fallon）
  - 里昂·芬南（Leon Finnan）飾演年輕的麥可·法倫
- 艾希莉·葛林飾演查莉·亞當斯（Charlie Adams）
- 雷·史蒂文森飾演雷哥（Big Ray）
- 邁克·賈·懷特飾演米克（Mick）
- 雷·帕克飾演馬克（Mac）
- 大衛·培莫（英语：David Paymer）飾演米爾頓（Milton）
- 派瑞·班森（英语：Perry Benson）飾演菲尼基·弗萊德（Finicky Fred）
- 袁之正（英语：Roger Yuan）飾演劍術大師
- 艾美·強斯頓（Amy Johnston）飾演開膛手珍（Jane the Ripper）
- 尼克·莫蘭飾演雷納德·肯特（Leonard Kent）
- 羅斯·歐亨妮斯（英语：Ross O'Hennessy）飾演屠殺克里夫（Carnage Cliff）
- 布魯克·約翰斯頓（Brooke Johnston）飾演貝絲·卡本特（Beth Carpenter）
- 史蒂芬·唐納（Stephen Donald）飾演毒藥皮特（Poison Pete）
- 馬丁·福特（Martyn Ford）飾演按摩師

## 製作
2016年，史考特·艾金斯將主演英國漫畫《意外殺手》的改編電影，由和投資製作，艾金斯也身兼監製和編劇。同月，艾希莉·葛林也將加入演出。

## 發行
《意外殺手》2018年4月16日於英國上映，2018年2月6日在美國上映，同天也發行藍光光碟。在臺灣，該片由得利影視定於2018年2月23日發行影碟。

## 外部連結
- 互联网电影数据库（IMDb）上《意外殺手》的资料（英文）
- 爛番茄上《意外殺手》的資料（英文）
- AllMovie上《意外殺手》的资料（英文）
- 豆瓣电影上《意外殺手》的資料 （简体中文）